# Ghāfel
Ghāfel (persiska: غافل) är en ort i Iran.   Den ligger i provinsen Khuzestan, i den centrala delen av landet, 500 km söder om huvudstaden Teheran. Ghāfel ligger 39 meter över havet och antalet invånare är 148.
Terrängen runt Ghāfel är platt. Runt Ghāfel är det ganska tätbefolkat, med 144 invånare per kvadratkilometer. Närmaste större samhälle är Salāmāt Khazīneh, 4,2 km nordost om Ghāfel. Trakten runt Ghāfel är ofruktbar med lite eller ingen växtlighet.